# Tovtrækning under sommer-OL 1900
Ved Sommer-OL 1900 vandt et dansk/svensk hold tovtrækningskonkurrencen.

## Tovtrækning
| Guld: | Sølv: | Bronze:                                                                                                  |
| Danmark/ Sverige · Eugen Schmidt (Danmark) · Edgar Aabye (Danmark) · Charles Winckler (Danmark) · Gustaf Söderström (Sverige) · Karl Gustaf Staaf (Sverige) · August Nilsson (Sverige) | Frankrig · Raymond Basset · Jean Collas · Charles Gondouin · Joseph Roffo · Emile Sarrade · Constantin Henriquez de Zubiera | USA · John Flanagan · Robert Garrett · Truxton Hare · Josiah McCracken · Lewis Sheldon · Richard Sheldon |